# Rizziconi
Rizziconi ist eine süditalienische Gemeinde (comune) mit 7669 Einwohnern (Stand 31. Dezember 2023) in der Metropolitanstadt Reggio Calabria in Kalabrien. Die Gemeinde liegt etwa 43 Kilometer nordöstlich von Reggio Calabria und etwa 32 Kilometer südsüdwestlich von Vibo Valentia.

## Wirtschaft und Verkehr
Die Region ist landwirtschaftlich geprägt. Historisch ist der Ortsteil Drosi von Interesse: Hier liegt die frühere römische Siedlung Drusium. Ein Gaskraftwerk (betrieben durch die Elektrizitätsgesellschaft Laufenburg) speist 760 MW ins Netz. Der Bahnhof von Rizziconi an der Schmalspurbahnstrecke (950 mm) von Gioia Tauro nach Cinquefrondi (erbaut 1924) ist mit der Streckenschließung 2011 ebenfalls stillgelegt. Durch das Gemeindegebiet führt die Strada Statale 111 di Gioia Tauro e Locri, Richtung Autostrada A2 und Tyrrhenisches Meer sowie (östlich) zum Ionischen Meer.

## Trivia
2001 wurde der Gemeinderat wegen seiner Verbindungen zur ’Ndrangheta aufgelöst.